# ダンス・ライク・ゼアズ・ノー・トゥモロー
「ダンス・ライク・ゼアズ・ノー・トゥモロー」(Dance Like There's No Tomorrow)は、アメリカの歌手ポーラ・アブドゥルとプロデューサーのランディ・ジャクソンのコラボレーション・シングル。アブドゥルにとっては12年ぶりのシングル・リリースであった。DEEKAYによってプロデュースされ、ジャクソンのアルバム『ランディ・ジャクソンズ・ミュージック・クラブ, Vol.1』に収録された。
ビルボードの全米ダンスチャートでは2位を記録し、Billboard Hot 100では62位を記録した。カナダやルーマニアでもチャートに入り、2008年3月時点で18万枚のデジタル・ダウンロード・セールスを記録した。

## リリース
本曲は2008年1月18日にロサンゼルスの放送局KIIS FMの放送で初めて公開された。シングルはランディ・ジャクソンのデビュー・アルバム『ランディ・ジャクソンズ・ミュージック・クラブ, Vol.1』のファースト・シングルとして発売された。

## ライヴ・パフォーマンス
アブドゥルは第42回スーパーボウルのプレゲーム・ショーに録画出演し、本曲を披露した。パフォーマンスはリップシンクであったが、そのパフォーマンスは批評家から概ね肯定的な評価を受けた。MTVのジム・キャンティエロはこのパフォーマンスについて「録画出演であり、彼女はマリオン・コティヤールのように口パクでパフォーマンスしたが、彼女は完璧にこなしたと認めざるを得ない」と評価した。

## ミュージック・ビデオ
2008年1月21日に撮影が行われた。ビデオにはサイモン・コーウェルやライアン・シークレストがカメオ出演しており、アブドゥルとレイ・ロザーノが全体的な振り付けを担当した。アブドゥルはスコット・スピアーとともに共同監督も務めている。
MTVでは放送禁止になっているのではないかという疑いがあったが、MTVの広報はこれを否定し、ビデオをまだチェックしてはいないが、放映することを検討しているとした。

## チャート・パフォーマンス
| チャート (2008)                   | 最高 順位 |
| --------------------------------- | --------- |
| カナダ (Canadian Hot 100)         | 68        |
| ルーマニア (Romanian Top 100)     | 87        |
| US Billboard Hot 100              | 62        |
| US Adult Contemporary (Billboard) | 29        |
| US Dance Club Songs (Billboard)   | 2         |